# Ottó Henrik pfalzi választófejedelem
Ottó Henrik (németül: Ottheinrich), (Amberg, 1502. április 10. – Heidelberg, 1559. február 12.) pfalzi választófejedelem 1556-tól haláláig.

## Élete
A fiatalon elhunyt, trónra nem jutó Rupert gróf (1481. május 18. – 1504. augusztus 20.) fiaként, II. Frigyes választófejedelem unokaöccseként született. Miután megörökölte a neuburgi Pfalzot, protestáns hitre tért, és részt vett a schmalkaldeni háborúban. Ezért a tettéért V. Károly német-római császár megfosztotta birtokaitól. 1552-ben kapta vissza Neuburgot, és a hosszú életű II. Frigyes halálakor (1556) Pfalzot is örökölte. Ottó Henrik ekkor már maga is idősebb korban volt, és rövid, 3 éves uralkodás után elhunyt.
Emlékezetes, hogy Ottó Henrik a heidelbergi egyetemi könyvtár és várkastély kiépítése körül szerzett érdemeket; a kastély egyik szárnya pedig máig az ő nevét viseli.

## Lásd még
- Pfalz uralkodóinak listája

| Előző uralkodó: II. Frigyes | Rajnai palotagróf 1556 – 1559 mint pfalzi választófejedelem | Következő uralkodó: III. Frigyes |